# One Last Time (Agnes Carlsson-låt)
"One Last Time" är en singel av artisten Agnes från hennes fjärde studiealbum Veritas.Singeln släpptes som första singel från albumet den 28 maj 2012. Tidigare i maj läckte den även ut på Spotify men togs snabbt bort. Den 22 maj bekräftades det officiellt av Agnes själv på hennes Facebook fan page att det de facto var en singel och skulle släppas inom kort. Singeln blev en massiv succé i Sverige där den sålde platina med över 20.000 sålda exemplar, gick in som plats 33 på Sverigetopplistan och toppade Digilistan.

## Bakgrund
Enligt kvällstidningen Expressen, skulle Agnes fjärde studioalbum släppas någon gång under första halvåret av 2011,men blev senare uppskjutet för att släppas under våren 2012. I augusti 2011 släpptes singeln "Don't Go Breaking My Heart" Singeln lyckades inte placera sig på Sverigetopplistan, trots hög digital försäljning och en tredjeplats på Digilistan. Detta på grund av få strömningar på Spotify, som utgör Sverigetopplistan sedan 2010. Utlandslanseringen av singeln stoppades därefter och Agnes fjärde album sköts upp ytterligare.
I en intervju med Sveriges Radio berättade Agnes att inspirationen till låten hade kommit från en mardröm hon haft en natt där hon hade "fuckat up" allt gällande sin relation. Hon berättade även att detta var den mest känslofyllda låt hon skrivit; "När du skriver en låt som betyder mycket för dig, den blir en del av dig. Så var det med "One Last Tme", jag hoppas att jag kan beröra med den."

## Mottagande
Camilla Gervide från Nyheter24.se ifrågasatte Agnes förändrade riktning gällande hennes musik,  Jag vet inte riktigt vad jag ska tycka om den…Agnes musik spretar åt hundra olika håll samtidigt att det är svårt att få något grepp om den.Den känns väldigt inspirerad av Loreens “My heart is refusing me” fast på ett inte lika självklart vis. Kanske hade jag haft en helt annan åsikt om detta var det första hon gjort eftersom jag då kanske hade känt mig mindre förvirrad..? Just nu sitter jag och lyssnar på singeln och den här bra men om den är Agnes, det vet jag inte. Vad som är Agnes, jag undrar om hon ens själv vet det.''. Den brittiska bloggen "Theprophetblog" sade att de hade underskattat Agnes som någon alldaglig pop sångerska som passar bäst på gay klubbar men som de nu kände förtjänar med uppskattning. "The producer Quant serves up a cunning surprise on the song’s bridge, fooling you for a split second into thinking a dubstep breakdown is about to take place, right before dropping a thundering drum line that leads into Agnes screaming, her voice distorted and twisted until she sounds like an android dying of a broken heart.."
Amerikanska bloggaren Perez Hilton hyllade Agnes och One Last Time på sin hemsida där han kallade den "heart crushingly sweet" och för en "power ballad to the core". "We are MEGA digging on this Swedish IDOL alum's newest ode to fractured love, One Last Time. Agnes thumps and bumps the base like a heartbeat, her vocals are like liquid gold filling our ears, AND the lyrics are simplistic yet VERY poignant."

## Musikvideo
Musikvideon för "One Last Time" spelades in den 17 maj 2012 i Stockholm, och släpptes den 30 maj på Agnes officiella YouTube kanal och på Aftonbladets hemsida. Videon regisserades av Amir Chamdin. Agnes berättade i en intervju med Mix Megapol att idén bakom videon var att beskriva hur det känns när du har förstört något som betyder mycket för dig. Hon berättade även att de tårar hon fäller i videon är äkta då hon blev väldigt berörd och inte kunde sluta gråta under inspelningen.

## Topplistor
| Lista (2012)                                           | Topp- placering |
| ------------------------------------------------------ | --------------- |
| Digilistan (Downloads)                                 | 1               |
| Sverigetopplistan (Downloads, singlar, streamad musik) | 33              |
| Belgien (Flandern)                                     | 72              |

## Releasehistorik
| Region  | Datum            | Format                               | Bolag                |
| ------- | ---------------- | ------------------------------------ | -------------------- |
| Sverige | 28 maj 2012      | Digital download/streaming & radio   | Roxy/Universal Music |
| Sverige | 27 juni 2012     | Remixes (Digital download/streaming) | Roxy/Universal Music |
| Danmark | juni, 2012       | radio                                | Copenhagen Records   |
| Danmark | 25 juni 2012     | Digital download/streaming           | Copenhagen Records   |
| Finland | 22 augusti 2012  | Digital download/streaming           | Universal Music      |
| Belgien | 19 november 2012 | Digital download                     | BIP Records          |